# Сіраюкі (1928)
Сіраюкі (Shirayuki, яп. 白雪) — ескадрений міноносець Імперського флоту Японії, який взяв участь у Другій світовій війні.
Корабель, який став другим серед есмінців типу «Фубукі», спорудили у 1928 році на верфі компанії Mitsubishi в Йокогамі.
На момент вступу Японії до Другої світової війни «Сіраюкі» належав до 11-ї дивізії ескадрених міноносців, яка 26 листопада 1941-го прибула з Японії до порту Самах (острів Хайнань). 4 грудня «Сіраюкі» разом з іншими есмінцями своєї дивізії вийшов у море, маючи завдання супроводжувати 4 важкі крейсери, які виділили для підтримки операцій на малайському напрямку. Десантування на півострів Малакка відбулось у перший же день війни — 8 грудня (тільки по інший бік лінії зміни дат від Перл-Гарбору), а 10 грудня японська авіація потопила два британські лінкори, які вважались головною загрозою для малайської операції. Після цього крейсерський загін прибув до острова Пуло-Кондоре (наразі Коншон, неподалік від південного завершення В'єтнаму), де розділився. Два крейсери під охороною двох есмінців, одним з яких був «Сіраюкі», залишились біля цього острова, тоді як два інші вирушили для підтримки десанту на Борнео.
12 грудня 1941-го загін, до якого належав «Сіраюкі», полишив Пуло-Кондоре та з 14 грудня брав участь у прикритті Другого Малайського конвою, що прямував з підкріпленнями із бухти Камрань (центральна частина узбережжя В'єтнаму). В ніч проти 17 грудня, коли конвой досягнув пункту призначення, крейсери зайняли позицію в районі на північний схід від Куантана (східне узбережжя півострова Малакка), приблизно посередині між місцем розвантаження та британською базою в Сінгапурі. 19 грудня крейсери прибули до Камрані.
16—19 січня 1942-го ескадра, до якої належав «Сіраюкі», виходила з Камрані для супроводу 5 важких та 3 легких крейсерів. Такі дії пояснювались отриманням японським командуванням хибних даних про прибуття до Сінгапуру чергового британського лінкора.
Невдовзі «Сіраюкі» взяв участь у операції в Ендау на східному узбережжі півострова Малакка (менш ніж за півтори сотні кілометрів від Сінгапура). 21 січня 1942-го цей пункт захопили наземні війська, після чого для швидкого облаштування тут авіабаз до Ендау спрямували два транспорти, а «Сіраюкі» та ще 5 есмінців і легкий крейсер забезпечували їх безпосереднє прикриття. 26 січня загін прибув до Ендау, після чого японські кораблі змогли відбити атаки авіації, а потім і нічний напад двох есмінців. В останньому випадку спершу легкий крейсер «Сендай» разом з «Сіраюкі» вступили із британськими кораблями у артилерійський бій та примусили їх до відступу, а інші 5 есмінців атакували ворога на відході та змогли потопити один корабель. За кілька діб загін прикриття прибув до Камрані.
Наступною операцією, у якій взяв участь «Сіраюкі», став десант на Суматру для заволодіння центром нафтовидобутку в Палембанзі. 9 лютого 1942-го він разом зі ще 3 есмінцями та легким крейсером вийшов з Камрані для супроводу першого ешелону транспортного конвою, який складався з 8 суден. Під вечір 12 лютого, коли транспорти ще тільки проходили острови Анамбас (дві з половиною сотні кілометрів на північний схід від Сінгапура), командувач японської операції вирішив використати наявні сили для пошуку біля узбережжя Суматри ворожих суден, які в цей період масово покидали Сінгапур, що перебував на межі падіння. Як наслідок, 13 лютого «Сіраюкі» разом з есмінцем «Хацуюкі» перехопили та потопили одне судно. Далі кораблі повернулись до транспортів, і під вечір 14 лютого «Сіраюкі» увійшов разом з ними на якірну стоянку Менток поблизу острова Бангка, при цьому есмінець захопив тут транспорт та невелике каботажне судно. У ніч проти 15 лютого японці здійснили висадку на острів Бангка та стали готуватись до просування по річці в напрямку Палембанга, де ще 14 числа викинули повітряний десант, а вранці 15 лютого «Сіраюкі» потопив якийсь невеликий корабель, класифікований японцями як торпедний катер.
18 лютого 1942-го «Сіраюкі» полишив район Суматри та попрямував на північ для підготовки до майбутньої участі у вторгненні на захід Яви. У межах цієї операції з Камрані вийшли 56 транспортів, при цьому первісно їх безпосередній ескорт складався з легкого крейсера та 10 есмінців, а 21 лютого в районі островів Анамбас до них приєднались «Сіраюкі», ще 4 есмінці та другий легкий крейсер. На підході до Яви конвой розділився на три основні загони, які рушили до визначених їм пунктів висадки. «Сіраюкі» разом зі ще 5 іншими есмінцями та легким крейсером прикривали операцію в затоці Бантам (дещо менше ніж за сотню кілометрів на захід від Батавії). Висадка відбулася в ніч проти 1 березня, при цьому в якийсь момент поблизу з'явились два ворожі крейсери, які намагались вирватись у Індійський океан після поразки в битві у Яванському морі, що призвело до зіткнення, відомого як бій у Зондській протоці. Сам есмінець мав незначні пошкодження від снаряда, що влучив у ходовий місток, проте не здетонував.
Наступною операцією для «Сіраюкі» став супровід конвою який прямував із Кап-Сен-Жак (наразі Вунгтау на півдні В'єтнаму) з військами для операцій у Бірмі. 14 березня «Сіраюкі» разом з цим конвоєм прибув до Сінгапура.
20 березня 1942-го 5 важких крейсерів під прикриттям «Сіраюкі» і ще 3 есмінців вийшли з Сінгапуру та Пенангу (західне узбережжя півострова Малакка) для дистанційного прикриття висадки на Андаманських островах у Порт-Блер, яка відбулась 23 числа, після чого 26 березня загін прибув до Мергуй (наразі М'єй на східному узбережжі Андаманського моря).
Тим часом японське ударне авіаносне з'єднання вийшло у Індійський океан та попрямувало для удару по Цейлону. Північніше у Бенгальській затоці проти судноплавства мали діяти легкий авіаносець та 5 крейсерів з Мергуй. 1 квітня 1942-го «Сіраюкі» та 3 есмінці почали супроводжувати останній загін, проте 3 квітня їх замінили іншими кораблями такого ж класу. Після цього до завершення операції «Сіраюкі» патрулював біля Порт-Блер, а потім прибув до Сінгапуру. 13—22 квітня 1942-го «Сіраюкі» прямував до Куре, де пройшов доковий ремонт.
Під час мідвейської операції «Сіраюкі» разом зі ще 8 есмінцями та легким крейсером охороняв загін адмірала Ямамото, головну силу якого становили 3 лінкори. Це з'єднання в підсумку так і не вступило в бій, оскільки йшло на значній відстані за ударною авіаносною групою, яка 4 червня зазнала катастрофічної поразки в битві при Мідвеї. 14 червня кораблі з'єднання прибули до Японії.
30 червня 1942-го «Сіраюкі» разом зі ще 9 есмінцями та легким крейсером полишив Внутрішнє Японське море та 2 липня прибув на Амаміосіму (архіпелаг Рюкю). 15 липня цей загін рушив до Південно-Східної Азії, маючи за мету передусім брати участь у новому рейді до Індійського океану, що готувався японським командуванням. Кораблі пройшли через Сінгапур, зайшли до Сабангу (острівець біля північного завершення Суматри), а 31 липня прибули до Мергуй. За добу до того сюди прибули з Японії 2 важкі крейсери в супроводі іншої групи есмінців, крім того, до Мергую збирались кораблі, що вже були в регіоні. Втім, через тиждень союзники висадились на сході Соломонових островів, що започаткувало шестимісячну битву за Гуадалканал та змусило японське командування перекидати сюди підкріплення. Як наслідок, рейд до Індійського океану скасували, а більшість зібраних для цього сил спрямували до Океанії.
8 серпня 1942-го дивізія «Сіраюкі» полишила Мергуй. На відміну від передового загону, що поспішив для підсилення головних сил зібраного у Океанії угруповання, вона 17 серпня зайшла до Давао, звідки рушила 19 числа ескортуючи конвой з військами. 23 серпня загін зайшов на атол Трук у центральній частині Каролінських островів (тут ще до війни створили потужну базу японського ВМФ, з якої до лютого 1944-го провадились операції у цілому ряді архіпелагів). 25—27 серпня «Сіраюкі» та 3 інші есмінці пройшли до Рабаула — головної передової бази в архіпелазі Бісмарка, з якої здійснювались операції на Соломонових островах та сході Нової Гвінеї.
28—29 серпня 1942-го «Сіраюкі» та 2 есмінці супроводили транспорт з військами з Рабаула до якірної стоянки Шортленд (прикрита групою невеликих островів Шортленд акваторія біля південного завершення острова Бугенвіль, де зазвичай відстоювались бойові кораблі та перевалювались вантажі, які відправляли далі на схід Соломонових островів) і одразу вийшли у перший транспортний рес до Гуадалканалу (доставка підкріплень та вантажів на швидкохідних есмінцях до району активних бойових дій стала типовою для японського флоту в кампанії на Соломонових островах). 31 серпня, 5, 15 та 21 вересня «Сіраюкі» знову виходив до острова із транспортними місіями, а 2, 8 та 18 вересня — для охорони інших кораблів, що доправляли підкріплення та вантажі. З 13 вересня 1942-го есмінець надавав вогневу підтримку наземним військам, які розпочали наступ на острові (відомий як битва за хребет Едсона).
Наступного місяця транспортні рейси продовжились і «Сіраюкі» за першу декаду місяця встиг вийти до Гуадалканалу з такими завданнями тричі — 1, 4 та 7 жовтня 1942-го.
11 жовтня 1942-го транспортна група із 2 гідроавіаносців та 6 есмінців, серед яких був і «Сіраюкі», рушила у черговий рейс до Гуадалканалу. Під час розвантаження інший японський загін із 3 важких крейсерів та 2 есмінців вступив у невдале зіткнення з ворожими силами, відоме як бій біля мису Есперанс. Як наслідок, чотири есмінці транспортної групи отримали нові завдання по допомозі постраждалому загону прикриття, при цьому «Сіраюкі» та «Муракумо» відрядили для порятунку вцілілих з важкого крейсера «Фурутака». Вдень 12 жовтня японські кораблі стали цілями для ворожої авіації, «Муракумо» отримав значні пошкодження і у підсумку «Сіраюкі» зняв з нього екіпаж та добив торпедою. Сам «Сіраюкі» зміг повернутись на базу.
14 та 17 жовтня, 2 та 5 листопада 1942-го «Сіраюкі» здійснив чергові транспортні рейси до Гуадалканала, при цьому під час виходу 2 листопада він зазнав незначних пошкоджень, коли на нетривалий час сів на мілину біля цього острова.
3—6 листопада 1942-го «Сіраюкі» разом зі ще одним есмінцем та легким крейсером здійснив перехід з Шортленда на Трук. На той час японське командування готувало проведення до острова великого конвою з підкріпленнями, що в підсумку вилилось у вирішальну битву надводних кораблів біля Гуадалканалу. Загін, що прибув з Шортленду, а також ще 3 есмінці утворили охорону з'єднання, основну силу якого становили авіаносець, 2 лінкори та 3 важкі крейсери. Воно мало прикривати сили адмірала Абе, який напередодні підходу транспортів повинен був провести артилерійський обстріл аеродрому Гендерсон-Філд (за місяць до того така операція пройшла доволі вдало). У ніч проти 13 листопада біля Гуадалканалу загін Абе перестріло американське з'єднання із крейсерів та есмінців, яке зазнало значних втрат, проте зірвало обстріл аеродрому. Як наслідок, «Сіраюкі» та ряд інших кораблів (включаючи 2 важкі крейсери) передали для формування нового загону, що мав все-таки провести бомбардування аеродрому в ніч проти 15 листопада. Цього разу операцію зірвало американське з'єднання, головну силу якого становили два лінкори. Під час цього бою «Сіраюкі» разом з іншими есмінцями та легким крейсером випустили більше трьох десятків торпед, маючи за мету вразити лінкор «Саут Дакота», проте всі вони поминули головну ціль, хоча й потопили три есмінці та пошкодили ще один. У підсумку японці зазнали поразки і втратили лінкор (вже другий за кілька діб — перша втрата прийшлась на загін Абе), а «Сіраюкі» 18 листопада прибув на Трук.
29 листопада 1942-го «Сіраюкі» разом зі щонайменше одним есмінцем вийшов з Трука у рейс до Шортленда, а потім до Рабаула, маючи завдання на перевезення персоналу авіації. 4 грудня есмінець повернувся на Трук. Після цього 5—10 грудня «Сіраюкі» разом зі ще 2 есмінцями ескортував до Куре авіаносець «Хійо», після чого пройшов короткочасний доковий ремонт.
Надалі «Сіраюкі» залучили до охорони конвою № 35, який мав перекинути у Меланезію 6-ту піхотну дивізію. В останній декаді грудня 1942-го чотири ешелони конвою вийшли з Шанхаю та попрямували до Океанії. 17 січня 1943-го група В під охороною «Сіраюкі» рушила у завершальний перехід з Труку, маючи на меті пройти через Бугенвільську протоку (розділяє острови Бугенвіль та Шуазель на заході Соломонових островів) та укритись на Шортленді. 21 січня 1943-го на північному підході до протоки підводний човен Gato торпедував транспорт Кенкон-Мару. На судні почалась пожежа і вибухи амуніції, що призвело до рішення покинути його. «Сіраюкі» провадив рятувальні роботи, при цьому з понад семи сотень солдат, що перебували на борту транспорту, загинуло лише чотири десятки.
28 січня 1943-го «Сіраюкі» разом з 2 іншими есмінцями прикривав транспортну групу із трьох есмінців, які перевозили війська на острови Расселл (між Гуадалканалом та Нью-Джорджією). Це було частиною операції з евакуації японських сил, у межах якої 1, 4 та 7 лютого «Сіраюкі» у складі великого загону есмінців (всього залучили 20 кораблів цього класу) здійснив рейси з Шортленду до Гуадалканалу, причому в усіх випадках «Сіраюкі» належав до групи прикриття. У рейсі 1 лютого «Сіраюкі» зняв адмірала з пошкодженого есмінця «Макінамі» (буде відремонтований і продовжить бойову діяльність, але все-таки загине на Соломонових островах наприкінці 1943-го).
Невдовзі «Сіраюкі» залучили до великої конвойної операції з доставки підкріплень та припасів на Нову Гвінею для гарнізону Лае (у глибині затоки Хуон). 28 лютого конвой полишив Рабаул та попрямував на захід, а в період з 1 по 4 березня був повністю розгромлений ворожою авіацією в битві в морі Бісмарка. Серед втрачених кораблів був і «Сіраюкі», який затонув 3 березня у Соломоновому морі за сто сімдесят кілометрів на південний схід від Лае. Загинуло 32 члени екіпажу, інших врятував есмінець «Сікінамі».